# Крушение в Стейплхёрсте

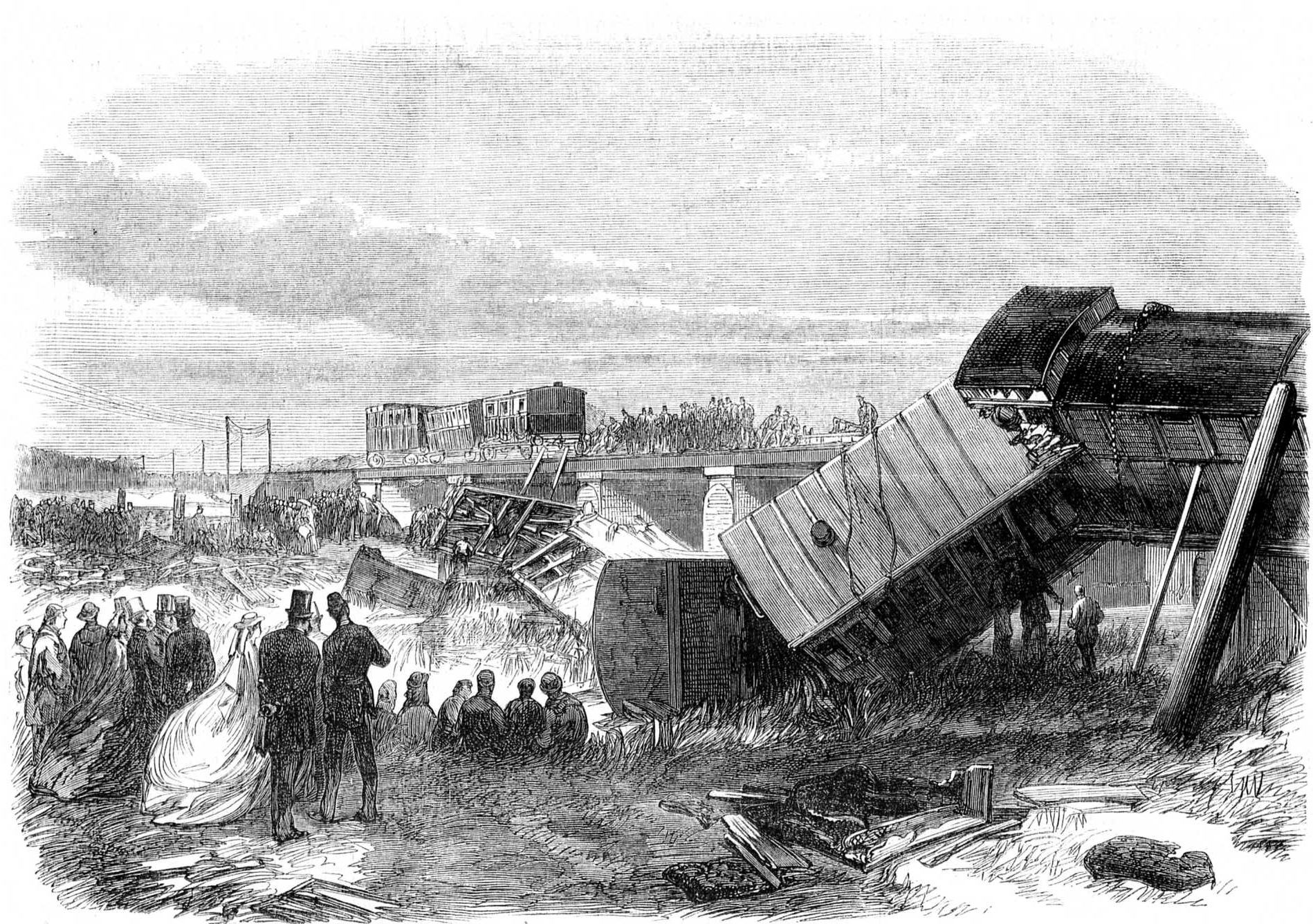

Крушение в Стейплхёрсте — железнодорожная катастрофа, произошедшая 9 июня 1865 года. Поезд, следовавший в Лондон из порта, сошёл с рельсов на мосту через приток реки Медуэй в населённом пункте Стейплхёрст в графстве Кент. Погибли 10 человек, ранено было 40. В этот день на мосту велись ремонтные работы, для чего были сняты рельсы. Предупреждающий с красным флагом был выставлен, однако недостаточно далеко, чтобы состав мог остановиться.

## Диккенс
На борту поезда в это время находился известный английский писатель Чарльз Диккенс, возвращавшийся из путешествия по Франции с любовницей и её матерью. Диккенс пытался помочь пострадавшим, некоторые из которых скончались в его присутствии. Это происшествие привело к душевной травме писателя и по всей вероятности повлекло его раннюю смерть спустя несколько лет.

## В культуре
Инцидент является частью сюжета романа Р. Ф. Делдерфилда God is an Englishman. С него начинается роман Д. Симмонса Drood, изображено крушение и в фильме 2013 года Невидимая женщина.